# Tibingoona Pool
Der Tibingoona Pool ist ein See im Zentrum des australischen Bundesstaates Western Australia. 
Der See liegt am Oberlauf des Gascoyne River. 